# Episodi di M*A*S*H (sesta stagione)
La sesta stagione della serie televisiva M*A*S*H è andata in onda negli Stati Uniti d'America dal 20 settembre 1977 al 27 marzo 1978.
| nº | Titolo originale            | Titolo italiano                 | Prima TV USA      | Prima TV Italia |
| -- | --------------------------- | ------------------------------- | ----------------- | --------------- |
| 1  | Fade Out, Fade In           | Dissolvenze incrociate          | 20 settembre 1977 |                 |
| 2  | Fallen Idol                 | L'idolo caduto                  | 27 settembre 1977 |                 |
| 3  | Last Laugh                  | L'ultima risata                 | 4 ottobre 1977    |                 |
| 4  | War of Nerves               | Guerra dei nervi                | 11 ottobre 1977   |                 |
| 5  | The Winchester Tapes        | I nastri di Charles             | 18 ottobre 1977   |                 |
| 6  | The Light That Failed       | Si è spenta la luce             | 25 ottobre 1977   |                 |
| 7  | In Love and War             | In amore e in guerra            | 1º novembre 1977  |                 |
| 8  | Change Day                  | Giorno di cambio                | 8 novembre 1977   |                 |
| 9  | Images                      | Immagini                        | 15 novembre 1977  |                 |
| 10 | The M*A*S*H Olympics        | Le olimpiadi dei M.A.S.H        | 22 novembre 1977  |                 |
| 11 | The Grim Reaper             | La bieca falciatrice            | 29 novembre 1977  |                 |
| 12 | Comrades in Arms: Part 1    | Compagni d'armi (parte 1)       | 6 dicembre 1977   |                 |
| 13 | Comrades in Arms: Part 2    | Compagni d'armi (parte 2)       | 13 dicembre 1977  |                 |
| 14 | The Merchant of Korea       | Il mercante di Corea            | 20 dicembre 1977  |                 |
| 15 | The Smell of Music          | L'odore della musica            | 3 gennaio 1978    |                 |
| 16 | Patent 4077                 | Brevettato 4077                 | 10 gennaio 1978   |                 |
| 17 | Tea and Empathy             | Tè ed empatia                   | 17 gennaio 1978   |                 |
| 18 | Your Hit Parade             | Hit Parade                      | 24 gennaio 1978   |                 |
| 19 | What's Up, Doc?             | Che c'è dottore                 | 30 gennaio 1978   |                 |
| 20 | Mail Call Three             | Il postino bussa tre volte      | 6 febbraio 1978   |                 |
| 21 | Temporary Duty              | Servizio temporaneo             | 13 febbraio 1978  |                 |
| 22 | Potter's Retirement         | La ritirata di potter           | 20 febbraio 1978  |                 |
| 23 | Dr. Winchester and Mr. Hyde | Il dottor Winchester e Mr. Hyde | 27 febbraio 1978  |                 |
| 24 | Major Topper                | Un maggiore di prim'ordine      | 27 marzo 1978     |                 |